# Веттерстранд, Мария
Ингрид Мария Веттерстранд (швед. Ingrid Maria Wetterstrand; род. 2 октября 1973, Eskilstuna Fors församling, Сёдерманланд) — шведский политик.

## Биография
Родилась 2 октября 1973 года в Эскильстуне в провинции Сёдерманланд. Окончила Гётеборгский университет со степенью магистра биологии.
С 2002 по 2011 год была одним из спикеров Партии зелёных совместно с Петером Эрикссоном. С 2001 по 2011 год была членом Риксдага.

## Личная жизнь
С 3 июля 2004 по 7 июня 2012 года была замужем за финским политиком и представителем организации Зелёный союз Вилле Ниинистё. У них родилось двое детей: сын Элиас (р. 2004) и дочь Линнеа (р. 2007).